# Gartenheimsiedlung (Dresden)

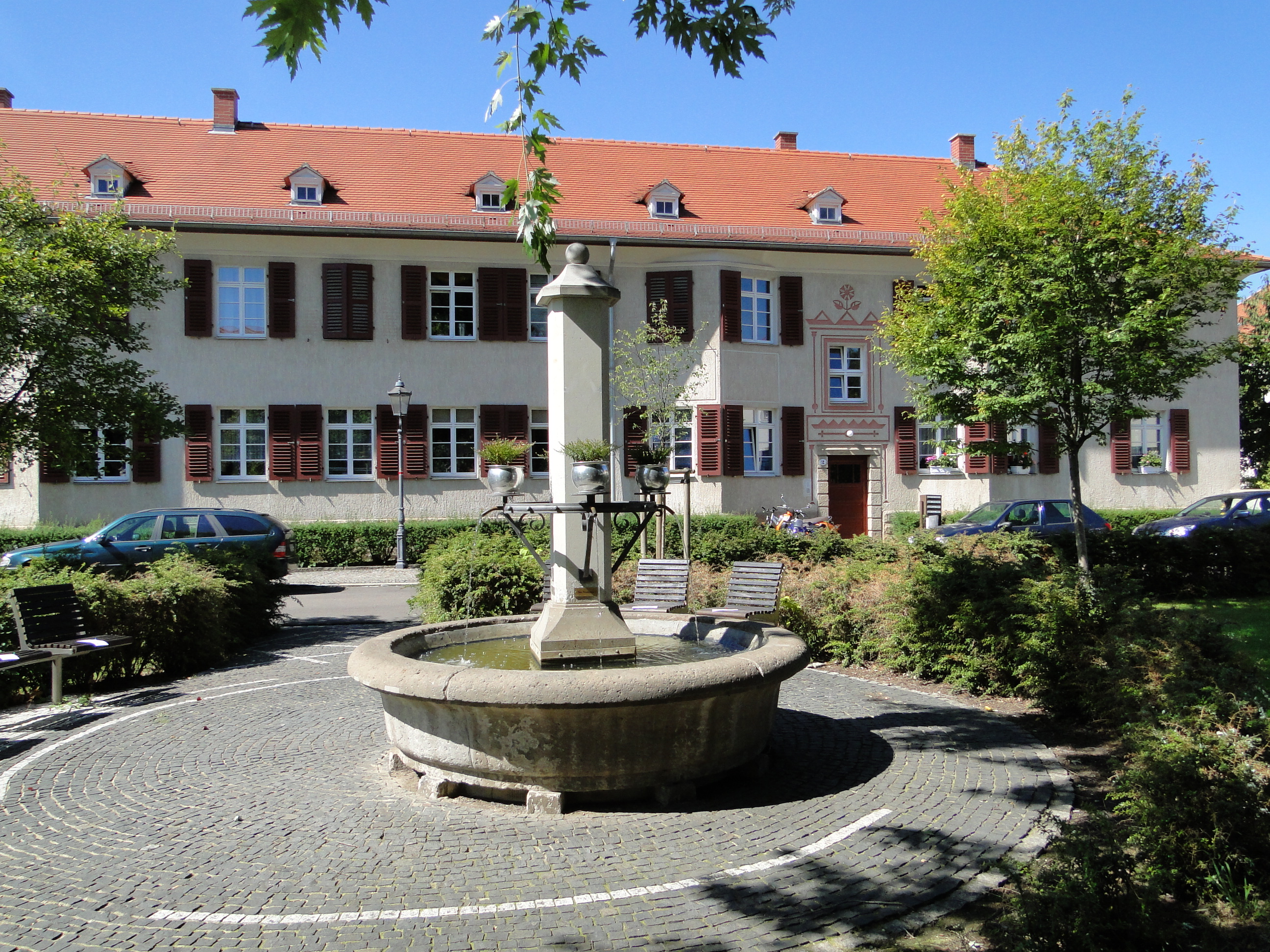
Platz mit Hausfrauenbrunnen

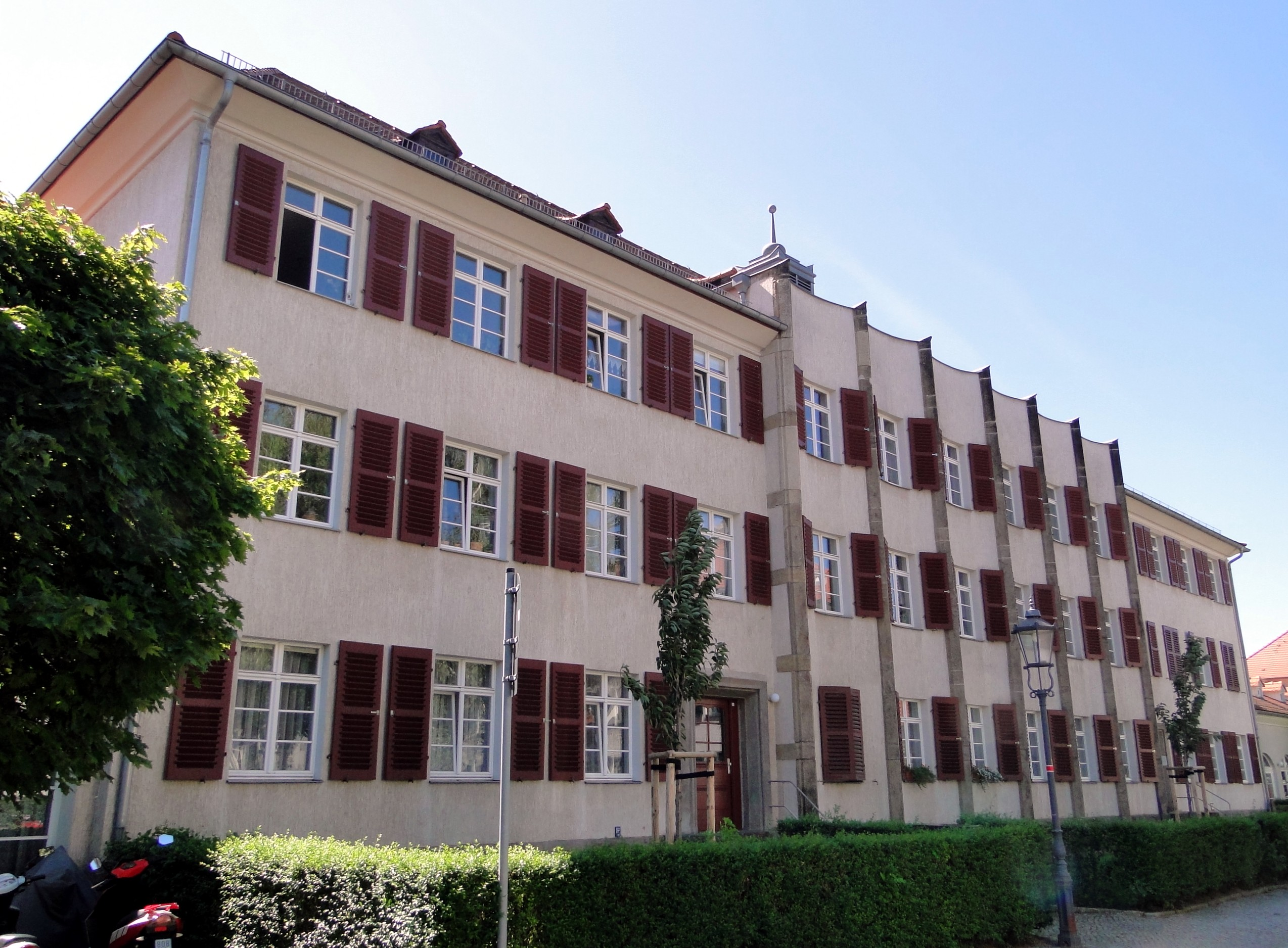
Wohnhaus

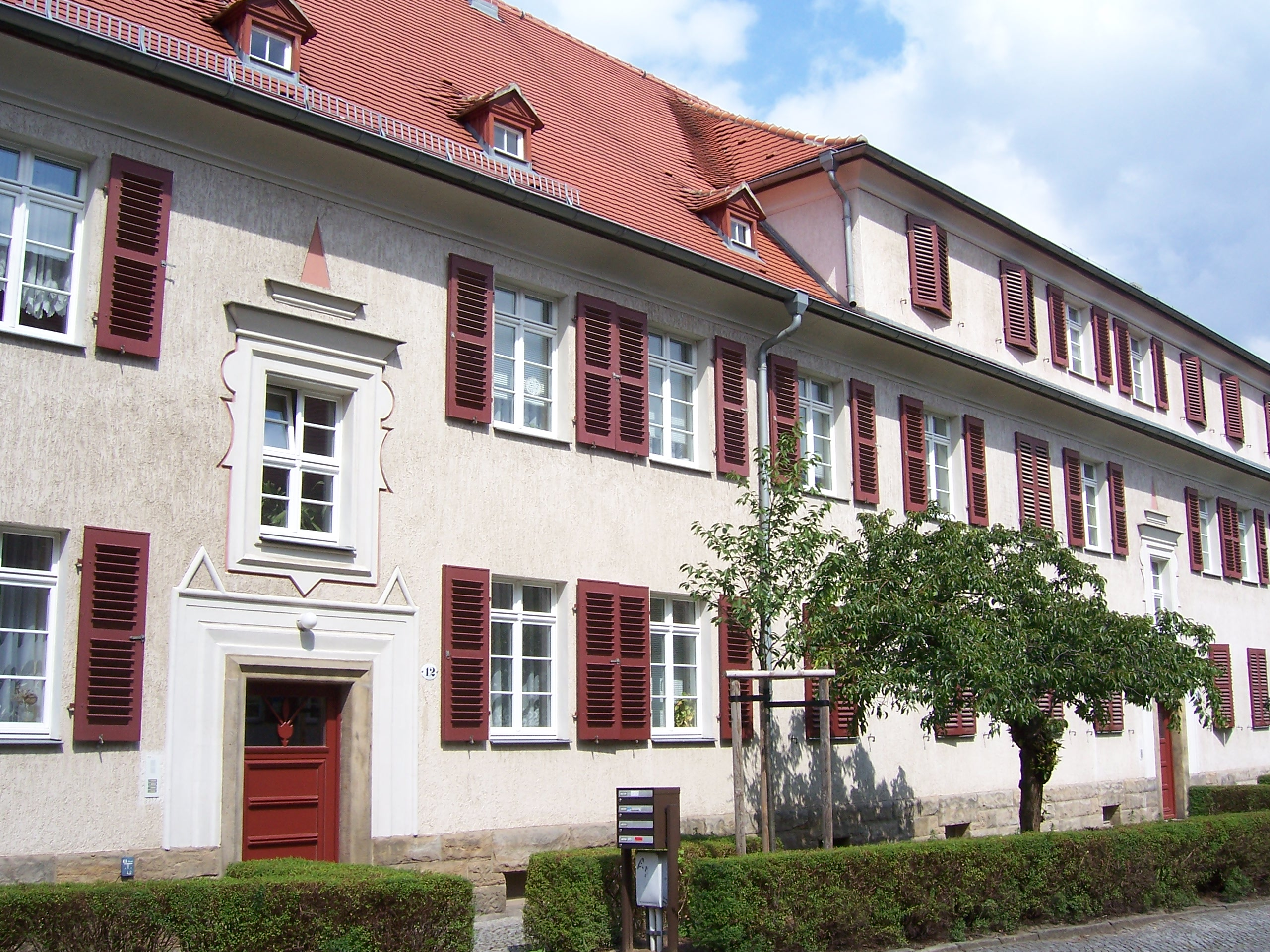
Wohnhaus

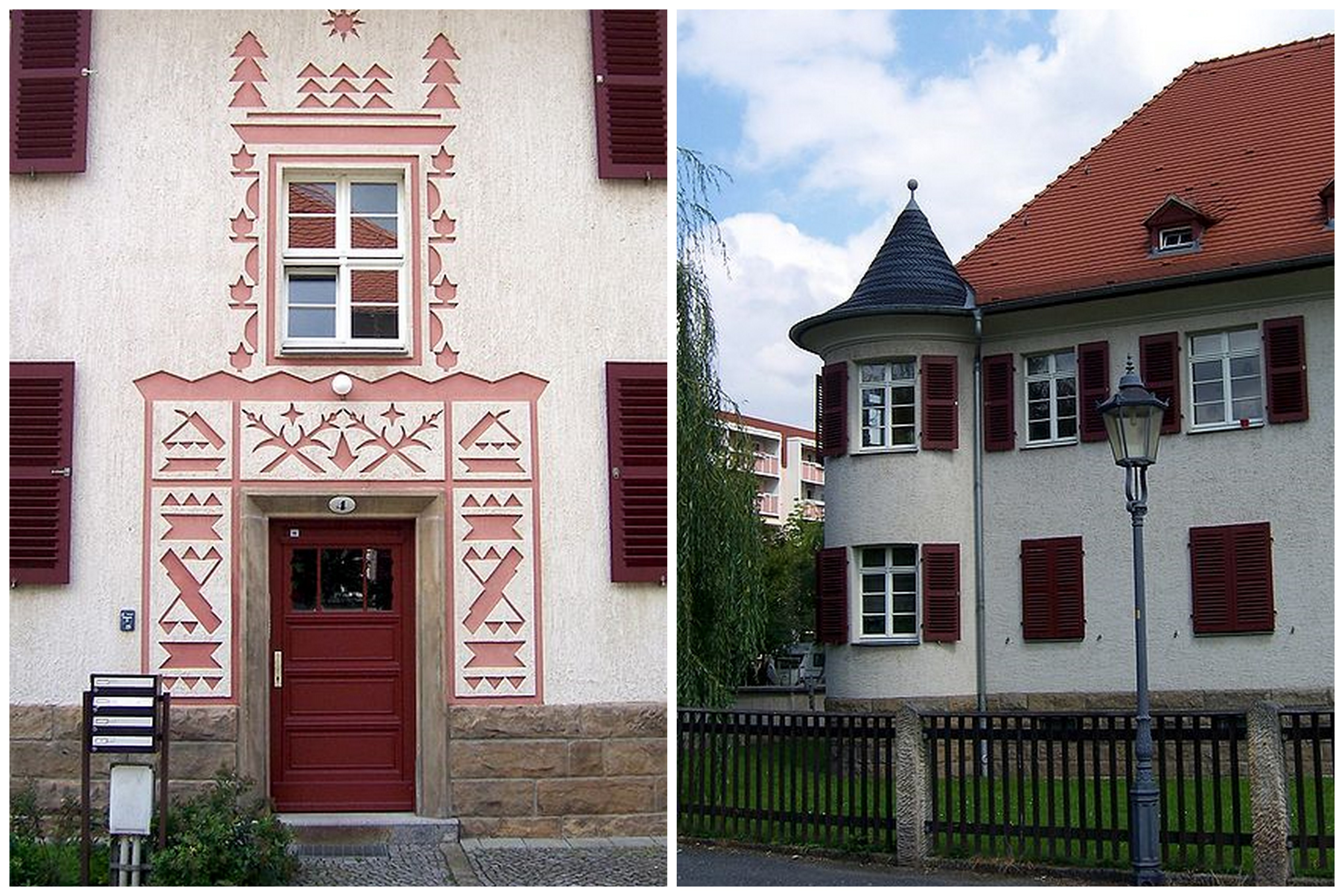
Expressionistische Details

Die Gartenheimsiedlung Dresden-Gruna ist eine östlich des Großen Gartens gelegene Siedlung im Dresdner Stadtteil Gruna. Sie entstand nach dem Ersten Weltkrieg unter dem Einfluss der Gartenstadtbewegung. Sie ist mit über achthundert Wohnungen eine der größten Dresdner Siedlungen der Zeit vor dem Zweiten Weltkrieg. Östlich des Landgrabens schließt sich die Siedlung des ehemaligen Dresdner Spar- und Bauvereines an. Zusammen mit der nordwestlich gelegenen GEWOBAG-Siedlung trugen sie zum Wandel des ländlichen Charakters Grunas bei.
Südlich der Gartenheimsiedlung befindet sich die Schieferburg, ein allein durch sein Erscheinungsbild auffälliger Gebäudekomplex für Kinder und Jugendliche. Sie wird nur durch den Landgraben und einen Erdwall von der Siedlung getrennt. Die denkmalgeschützte Siedlung wird durch die Straßen Junghansstraße, Hepkestraße, Bärensteiner Straße, Am Grüngürtel und Am Ende sowie den Frauensteiner Platz begrenzt.

## Zum Charakter der Gartenheimsiedlung
Die Gartenheimsiedlung wurde in den Jahren 1920 bis 1926 um die Gartenheimallee durch den Bauverein Gartenheim errichtet. 
Vom Dresdner Architekten Paul Beck unter der Leitung von Max Oertel entworfen, weist sie eine traditionelle Bauweise mit dezent eingesetzten expressionistischen Elementen auf, wie dies unter anderem am Hauseingang Am Grüngürtel deutlich wird, der mit „Schmuckformen wie Kreis, Dreieck und Rechteck [versehen wurde,] die in Putztechnik vorgeblendet sind.“ Der Baukörper des als Rathaus bezeichneten Gebäudes der Genossenschaft hat einen Mittelrisalit, der die Fassade gliedert und sechs konkave Wölbungen aufweist.
Die Siedlung scheint nach außen hin abgeschlossen, öffnet sich im Inneren jedoch mit einer Folge von Straßen, Plätzen und Gartenhöfen. Jeder Wohnung ist ein Garten im Hofbereich zugeordnet.
Im Krieg teilweise zerstört, wurde sie anschließend in wesentlichen Teilen wieder aufgebaut und war bis 1990 zunehmend dem Verfall preisgegeben. Bis zum Jahr 2003 wurde sie durch die Wohnungsgenossenschaft Aufbau Dresden eG modernisiert und nach denkmalpflegerischen Gesichtspunkten instand gesetzt. Dabei wurden Lücken, die beim Wiederaufbau nach 1945 offen geblieben sind, mit historisierenden Gebäuden geschlossen.

## Weblink
Koordinaten: 51° 2′ 5,5″ N, 13° 47′ 34,4″ O